# Digitalis
Digitalis és un gènere de plantes angiospermes de la família de les plantaginàcies (Plantaginaceae), encara que tradicionalment havia estat classificada dins de les escrofulariàcies. Són plantes natives d'Europa, Sibèria, zones del Pròxim Orient i el nord del Marroc i Algèria.

## Taxonomia
El nom prové del llatí digitus és a dir «dit», i es refereix a la facilitat amb la qual la flor de Digitalis purpurea es pot adaptar a l'extremitat d'un dit humà.

### Espècies
Dins del gènere Digitalis es reconeixen les 27 espècies següents:
- Digitalis atlantica Pomel
- Digitalis canariensis L.
- Digitalis cariensis Boiss. ex Jaub. & Spach
- Digitalis cedretorum (Emb.) Maire
- Digitalis chalcantha (Svent. & O'Shan.) Albach, Bräuchler & Heubl
- Digitalis ciliata Trautv.
- Digitalis davisiana Heywood
- Digitalis ferruginea L.
- Digitalis fuscescens Waldst. & Kit.
- Digitalis grandiflora Mill.
- Digitalis ikarica (P.H.Davis) Strid
- Digitalis isabelliana (Webb) Linding.
- Digitalis laevigata Waldst. & Kit.
- Digitalis lamarckii Ivanina
- Digitalis lanata Ehrh.
- Digitalis lutea L.
- Digitalis mariana Boiss.
- Digitalis minor L.
- Digitalis nervosa Steud. & Hochst. ex Benth.
- Digitalis obscura L.
- Digitalis parviflora Jacq.
- Digitalis purpurea L.
- Digitalis sceptrum L.f.
- Digitalis subalpina Braun-Blanq.
- Digitalis thapsi L.
- Digitalis transiens Maire
- Digitalis viridiflora Lindl.

### Híbrids
S'han descrit els següents híbrids naturals:
- Digitalis × coutinhoi Samp.
- Digitalis × fucata Ehrh.
- Digitalis × fulva Lindl.
- Digitalis × macedonica Heywood
- Digitalis × media Roth
- Digitalis × pelia Zerbst & Bocquet
- Digitalis × velenovskyana Soó

## Ús mèdic
La Mare Hutton o William Withering, segons les fonts, va ser qui va descobrir accidentalment el 1785 l'heteròsid cardiotònic digitalina continguda a les fulles de les digitals. També conté els heteròsids digoxina i digitoxina més utilitzats des del punt de vista terapèutic.
Actua com a cardiotònic (codi ATC: C01AA03) però totes les preparacions, de totes les digitals, a partir de la planta sencera, són tòxiques i, per tant, ja no són utilitzades a conseqüència de la impossibilitat de fer una dosificació exacta.